# ハーボーン
ハーボーン (Harborne) は、イングランドの都市バーミンガムの都心部からおよそ3マイル（約5km）南西郊外に位置する地区。ハーボーンは、市議会選挙区 (ward) であり、バーミンガム市のエジバストン (Edgbaston) 行政区 (formal district)、庶民院のバーミンガム・エジバストン選挙区 (Birmingham Edgbaston) の一部である。

## 歴史

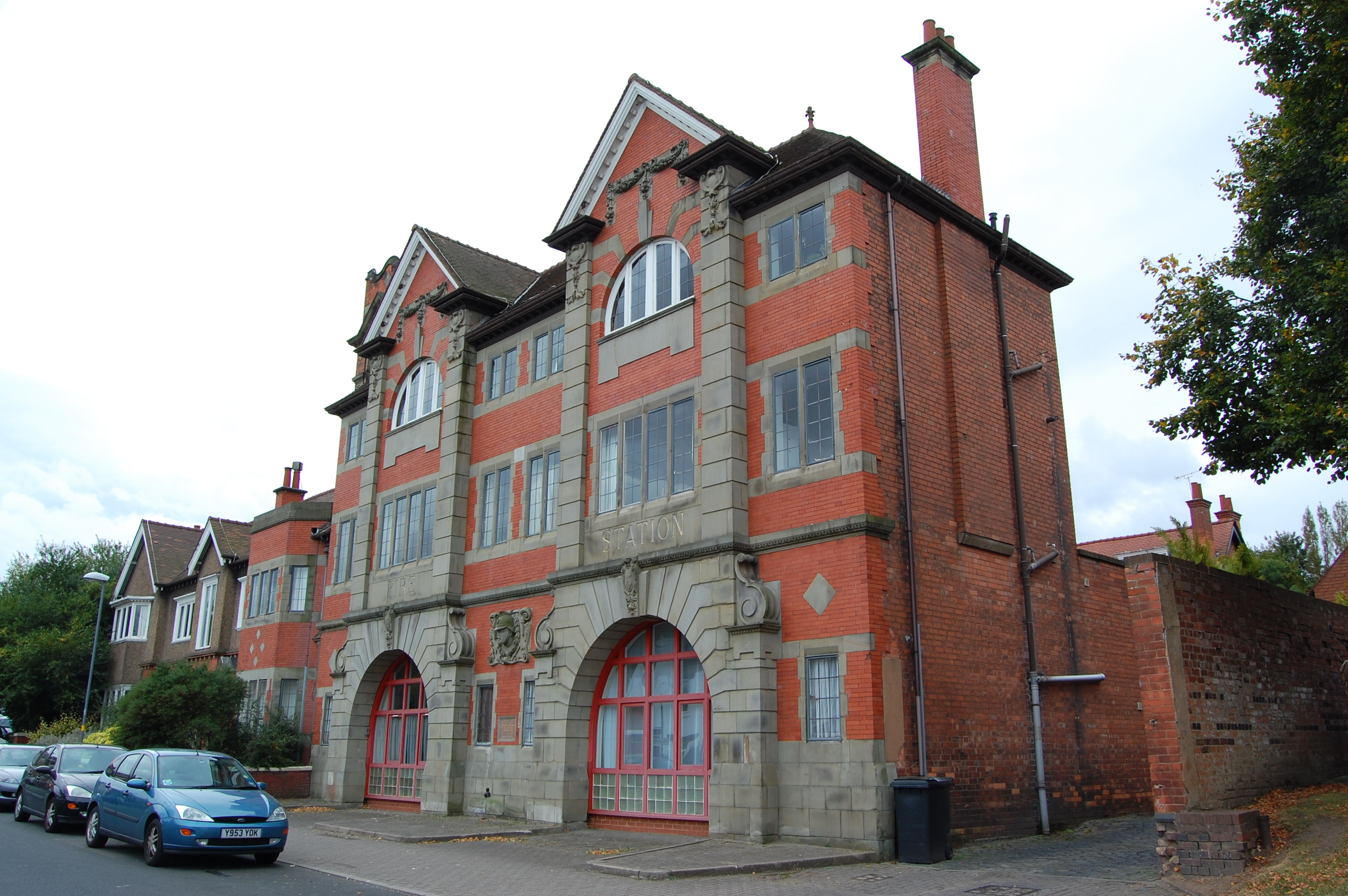
かつてのバーミンガム市の消防署の建物。現在は中が区切られ、集合住宅に改装されている。

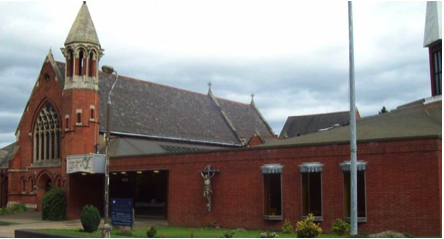
ビビアン・ロードにある、セント・メアリ（聖マリア）カトリック教会。

ハーボーンは、ヴィクトリア朝に開発が進んで栄えた郊外地区であり、19世紀から20世紀初頭にかけて建てられた住宅が数多く残されている。最も初期に形成された一角は、地元では「ハーボーン・ビレッジ (Harborn Village)」と称されており、その中心にあるセント・ピーター教会 (St Peter's Church) は、サクソン人たちの七王国時代にメルシアのチャドがこの教会で説教をしたとされており、現在の塔は、14世紀に再建されたものである。
近傍のメッチリー・パーク (Metchley Park) には、古代ローマのブリタンニア支配の時代にローマ人が築いた砦の痕跡が確認されている。
ハーボーンに言及した最古の文献記録は、1086年のドゥームズデイ・ブック（土地台帳）であるが、集落はそれ以前から存在していた。
ハーボーンは、バーミンガムの中では非クエーカー地域であったため、近隣のエジバストンやボーンビルとは対照的に、数多くのパブが集まっていた。10軒から15軒のパブを梯子する「ハーボーン・ラン (Harborne Run)」と称される有名なパブ・クロールの行事があるが、対象となるパブは時期によって異なっている。
ハーボーンという地名の綴り字は何世紀にもわたっていくつもの異なる綴りがあり、地名の起源についてはいろいろ議論がある。比較的有力な説とされているのは「境界の小川 (boundary brook)」という意味からきているとするものだが、「ハイ・ブロウ (high brow)」（「高く上を向いた眉毛」の意：「highbrow」では「知識人」の意）、「汚い小川 (dirty brook)」なども語源である可能性がある。
地区内にあるセント・メアリ教会 (St Mary’s Church) は、この辺りで最初に建てられたカトリック教会であり、ハイ・ストリート (High Street) にあったかつてのメソジストの礼拝堂を使って1870年から礼拝を行なっていた御受難会（Passionists）が建設したものである。ビビアン・ロード (Vivian Road) の敷地で1875年9月8日に着工されたこの教会は、1877年2月6日に開堂した。1973年にこの教会を担当することとなった聖アウグスチノ修道会は、カトリック信者の増加に対処しながら、従来の教会に寄り添う形で新しい教会を建設することに取り組み始め、1977年8月1日に着工した新教会は56週間の工期で完成に至った。1990年には、隣地にセント・メアリ・パリッシュ・センター (The St. Mary's Parish Centre) が開設された。
1891年、ハーボーンは当時のカウンティ・バラ (county borough) としてのバーミンガムの領域に組み込まれ、スタッフォードシャー州からウォリックシャー州へ帰属が移された。その後、1974年には、1972年地方自治法 (Local Government Act 1972) に基づいて、ウェスト・ミッドランズ州の一部となった。
1874年8月10日、ロンドン・ミッドランド・アンド・スコティッシュ鉄道 (LMS) のバーミンガム＝ウルヴァーハンプトン線から、レディウッド (Laduwood) で分岐する短い支線としてハーボーン鉄道 (Harborne Railway) が開通し、その終点としてハーボーン駅 (Harborne railway station) が開業した。しかし、旅客営業は1934年11月26日に終了し、貨物線としても1963年11月までで役割を終えた。線路後は、現在ではハーボーン/ウォークウェイ(Harborne Walkway) というハーボーンとレディウッドを結ぶ2マイル（およそ3km）ほどの遊歩道、自転車道となっており、運河に沿って、ウィルバーハンプトンへも、バーミンガム中心部へも歩いて行けるようになっている。

## 政治
ハーボーンは、庶民院のバーミンガム・エジバストン選挙区の一部であり、現在は労働党のジゼラ・ スチュアート (Gisela Stuart) が選出されている。バーミンガム市議会 (Birmingham City Council) において、ハーボーン市議会選挙区は、現執行部でグリーン・セーフ・アンド・スマート・シティ (Green, Safe and Smart City) 担当役員となってるジェイムズ・マッケイ (James McKay)を含む労働党の2人と、かつて市議会代表も務めた保守党のマイク・ホイットビー (Mike Whitby) を、市議として送り出している。
この市議会選挙区には、担当職員 (Ward Support Officer) がひとり配置されている。

## 公共交通
ハーボーンには、ナショナル・エクスプレス・ウェスト・ミッドランズ (National Express West Midlands) のバス路線のうち、11A、11C、22、23、24、29、29A、29S、48、99番がそれぞれ乗り入れている。かつては、1874年に開業した鉄道駅もあった。旅客取り扱いは1934年、貨物は1963年で営業を終えた。2013年の時点で、最寄りの鉄道駅は、乗降客の多いクロス＝シティ線 (Cross-City Line) のユニバーシティー駅 (University (Birmingham) railway station) であり、そこからバーミンガム・ニューストリート駅へは電車が頻繁に運行されている。ユニバーシティ駅は、ハーボーンから歩いて10分の位置にある。廃止されたハーボーン鉄道のハーボーン駅はハイ・ストリート (High Street) から1分のところにあった。もしハーボーン鉄道が今も残っていれば、通勤客の利用が見込めたことだろう。しかし、鉄道が再開されることはありそうにない。